# Murillo (piłkarz)
Murillo Santiago Costa dos Santos (ur. 4 lipca 2002 w São Paulo) – brazylijski piłkarz występujący na pozycji środkowego obrońcy, od 2023 roku zawodnik angielskiego Nottingham Forest.